# Championnat de France de rugby à XV 1957-1958
Navigation
1956-1957 1958-1959
Le championnat de France de rugby à XV est disputé par 48 clubs groupés en six poules de huit. Les cinq premiers de chaque poule et les deux meilleurs sixièmes (soit 32 clubs) sont qualifiés pour disputer une phase par élimination directe à partir de seizièmes de finale.
Le championnat de France de rugby à XV de première division 1957-1958 a été remporté par le FC Lourdes qui a battu le SC Mazamet en finale. Le FC lourdais remporte le titre pour la troisième fois consécutive, un record depuis 1945.

## Contexte
Le Tournoi des Cinq Nations 1958 est remporté par l'Angleterre, la France termine 3e, le Challenge Yves du Manoir est remporté par le Sporting Club mazamétain qui bat le Stade montois par 3-0.

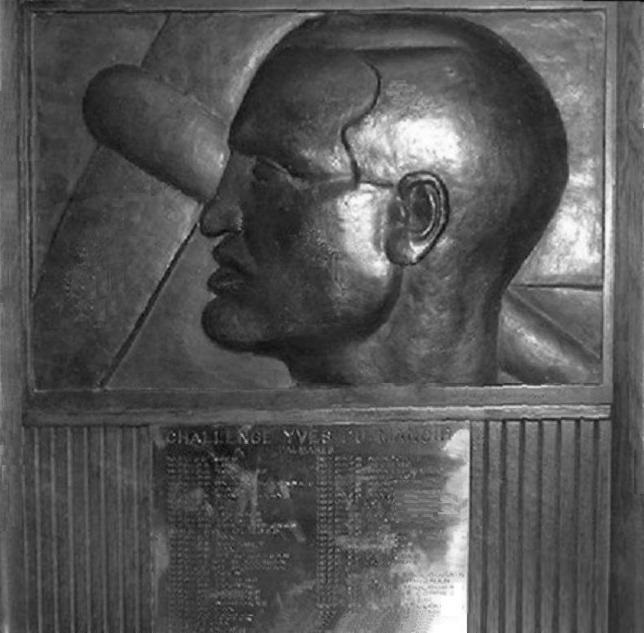
Mazamet, vainqueur du Challenge Yves du Manoir.

## Phase de qualification
Le nom des équipes qualifiées pour les 16e de finale est en gras.
| - FC Lourdes - CA Bègles - Paris université club - FC Auch - Cahors rugby - Union sportive Orthez - Biarritz olympique - US Carmaux | - Racing club de France - SA Saint-Sever - FC Grenoble - SO Chambéry - AS Soustons - Saint-Girons SC - SC Tulle - US Cognac   | - Lyon OU - SC Graulhet - TOEC - US Romans - CS Vienne - Stade lavelanétien - RC Vichy - Stadoceste tarbais       |
| - Stade toulousain - CA Brive - Stade rochelais - CA Périgueux - Stade aurillacois - US Montauban - AS Montferrand - Stade montois  | - SC Angoulême - USA Perpignan - Tyrosse RCS - US Montélimar - Section paloise - La Voulte sportif - AS Béziers - RC Narbonne | - Stade niortais - US Dax - Aviron bayonnais - US Bergerac - SU Agen - SC Mazamet - Castres olympique - RC Toulon |

## Seizièmes de finale
Les équipes dont le nom est en caractères gras sont qualifiées pour les huitièmes de finale. 
| Équipe 1              | Équipe 2           | Résultat |
| --------------------- | ------------------ | -------- |
| FC Lourdes            | Biarritz olympique | 27-3     |
| TOEC                  | US Cognac          | 3-0      |
| Stade toulousain      | La Voulte sportif  | 8-6      |
| AS Béziers            | US Montauban       | 6-3      |
| Stade montois         | SO Chambéry        | 16-3     |
| Section paloise       | US Romans          | 9-6      |
| USA Perpignan         | US Dax             | 11-5     |
| SU Agen               | Castres olympique  | 8-3      |
| SC Mazamet            | RC Vichy           | 37-0     |
| Aviron bayonnais      | US Carmaux         | 18-9     |
| FC Grenoble           | Stadoceste tarbais | 14-9     |
| SC Tulle              | S Cahors           | 3-0      |
| Paris université club | SC Graulhet        | 17-3     |
| CS Vienne             | FC Auch            | 6-0      |
| Racing club de France | AS Montferrand     | 6-3      |
| CA Périgueux          | SC Angoulême       | 5-0      |

## Huitièmes de finale
Les équipes dont le nom est en caractères gras sont qualifiées pour les quarts de finale. 
| Équipe 1              | Équipe 2         | Résultat |
| --------------------- | ---------------- | -------- |
| FC Lourdes            | TOEC             | 13-3     |
| Stade toulousain      | AS Béziers       | 8-13     |
| Stade montois         | Section paloise  | 0-3      |
| USA Perpignan         | SU Agen          | 5-3      |
| SC Mazamet            | Aviron bayonnais | 11-3     |
| FC Grenoble           | SC Tulle         | 6-6      |
| Paris université club | CS Vienne        | 15-12    |
| Racing club de France | CA Périgueux     | 5-6      |

## Quarts de finale
Les équipes dont le nom est en caractères gras sont qualifiées pour les demi-finales.
| Équipe 1              | Équipe 2      | Résultat |
| --------------------- | ------------- | -------- |
| FC Lourdes            | AS Béziers    | 8-0      |
| Section paloise       | USA Perpignan | 11-8     |
| SC Mazamet            | FC Grenoble   | 14-0     |
| Paris université club | CA Périgueux  | 16-9     |

## Demi-finales
| Équipe 1   | Équipe 2              | Résultat |
| ---------- | --------------------- | -------- |
| FC Lourdes | Section paloise       | 13-6     |
| SC Mazamet | Paris université club | 18-6     |

## Finale
| Équipes        | FC Lourdes - SC Mazamet |
| Score          | 25-8 |
| Date           | 18 mai 1958 |
| Stade          | Stadium de Toulouse |
| Arbitre        | Fernand Sampiéri |
| Les équipes    | |
| FC Lourdes     | Jean-Louis Taillantou, Pierre Deslus, Thomas Manterola, André Laffont, Louis Guinle, Henri Domec, Jean Prat, Jean Barthe, François Labazuy, Antoine Labazuy, Pierre Tarricq, Roger Martine, Maurice Prat, Henri Rancoule, Pierre Lacaze |
| Mazamet        | Dominique Manterola, Guy Lacoste, Georges Bienes, André Masbou, Lucien Mias, Yvan Duffour, Aldo Quaglio, Jean Arrambide, Jacques Serin, Emile Duffaut, André Fort, Maurice Pastre, Guy Roques, Jacques Lepatey, Etienne Jougla          |
| Points marqués | |
| FC Lourdes     | 3 essais de Jean Prat (1) et Tarricq (2), 2 transformations et 3 pénalités de Labazuy, 1 drop de Jean Prat |
| Mazamet        | 1 essai de Quaglio, 1 transformation et 1 pénalité de Duffaut |

Les deux frères Manterola s'opposent lors de cette finale. Les deux équipes sont conduites par deux fortes personnalités, Jean Prat Monsieur Rugby côté lourdais et Lucien Mias côté mazamétain. Jean Prat remporte son sixième et dernier titre de champion de France, Lucien Mias ne fut jamais champion de France mais eut plus de réussite avec l'équipe de France.